# Tenzing Norgay

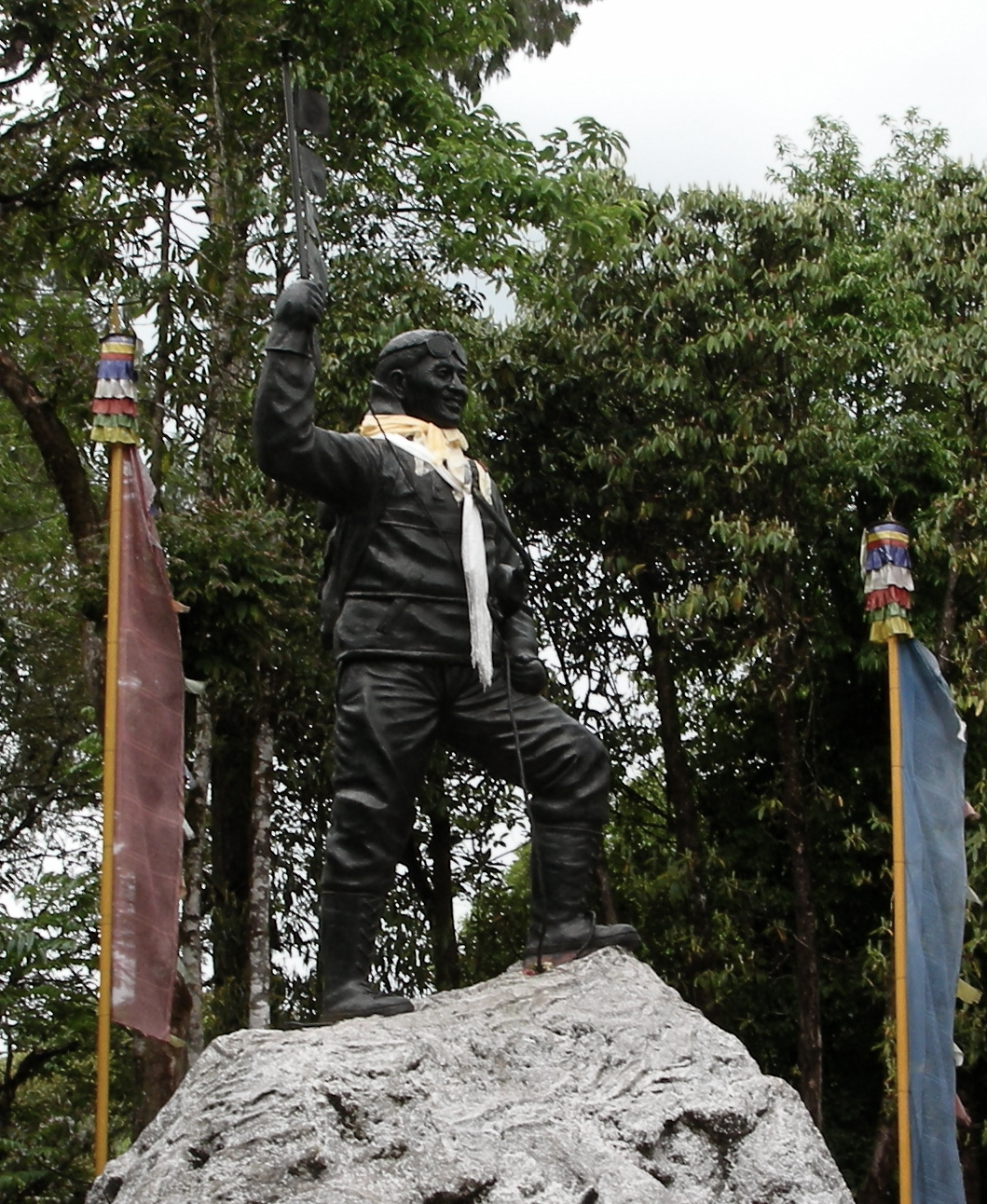
Tenzing-Norgay-Statue im indischen Darjeeling

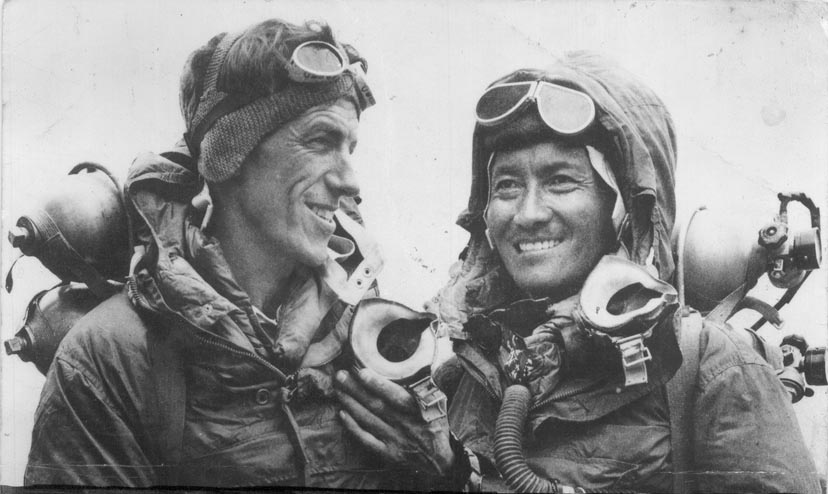
Am 29. Mai 1953 gelang Tenzing Norgay zusammen mit Edmund Hillary die Erstbesteigung des Mount Everest

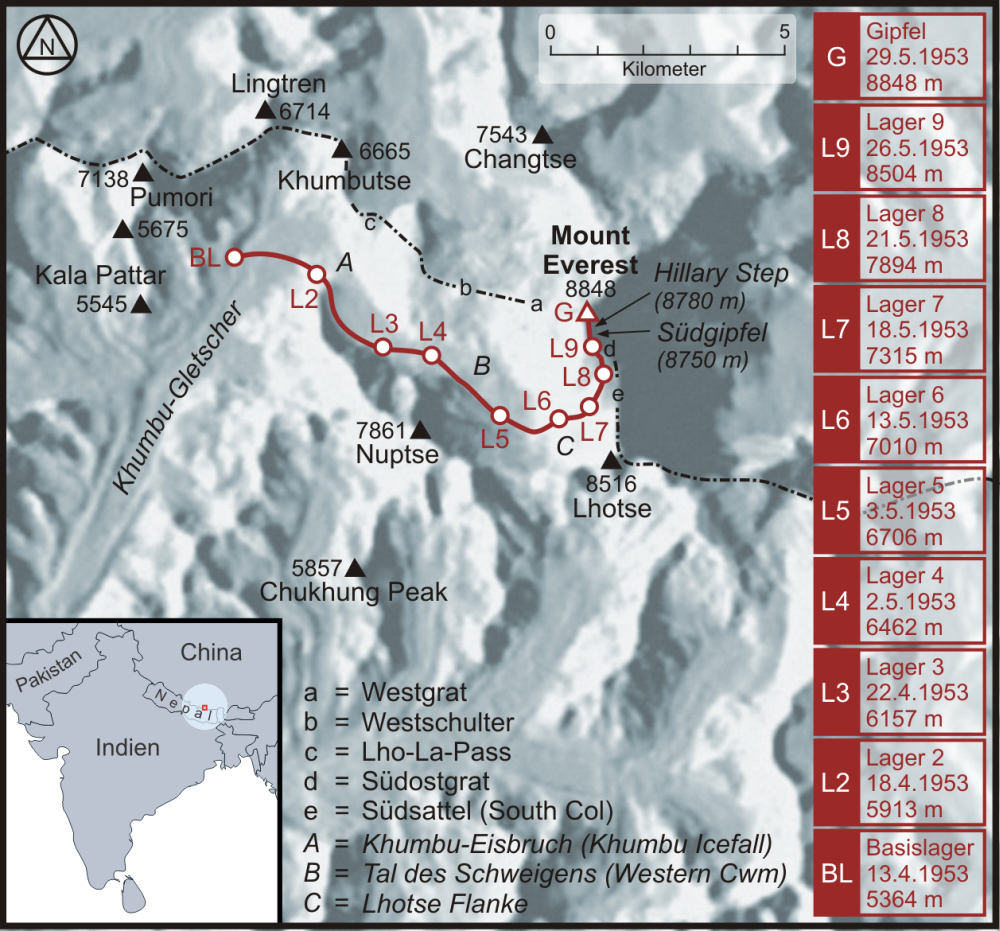
Route der Everest-Besteigung im April/Mai 1953

Sardar Tenzing Norgay Sherpa (tibetisch བསྟན་འཛིན་ནོར་རྒྱས་ཤར་པ bstan 'dzin nor rgyas śar pa, Nepali तेन्जिङ नोर्गे शेर्पा Tenjiṅ Norge Śerpā; * 15. Mai 1914 in Tshechu, Tibet; † 9. Mai 1986 in Darjiling) war ein nepalesisch-indischer Bergsteiger, Hochträger und Angehöriger des Volkes der Sherpa. Im Jahr 1953 war er zusammen mit dem Neuseeländer Edmund Hillary der Erstbesteiger des Mount Everest.

## Leben
Sardar Tenzing Norgay wurde wahrscheinlich im Mai 1914 während einer Pilgerreise zum tibetischen Kloster Ghang La geboren, als elftes Kind einer tibetischen Yakhüterfamilie aus dem Kharta-Tal nordöstlich des Mount Everest. Ursprünglich hieß er Namgyal Wangdi, nachdem aber ein hoher Lama verkündet hatte, er sei die Reinkarnation eines reichen Sherpa, wurde er in Tenzing Norgay, deutsch „wohlhabender oder glücklicher Anhänger der Religion“, umbenannt. Er wuchs in einem entlegenen tibetischen Dorf auf, seine Eltern wanderten aber mit ihm, als er etwa sechs bis acht Jahre alt war, über die Grenze nach Nepal in die Region Khumbu in das Dorf Thame aus. Als junger Mann zog er in die Gegend um Darjiling, wo viele Expeditionen in den Himalaya starteten.
Einige Jahre lang verrichtete er Gelegenheitsarbeiten. 1935 nahm er unter der Leitung von Eric Shipton an seiner ersten Expedition zum Mount Everest teil, den damals noch niemand bestiegen hatte. Er bewährte sich, wurde von nun an öfter engagiert und errang schon vor dem Everest-Erfolg große Anerkennung, unter anderem bei der Schweizer Garhwal-Expedition unter André Roch 1947, der Tibet-Fahrt von Giuseppe Tucci 1948 und der französischen Nanda-Devi-Expedition 1951. Den Gipfel des Mount Everest erreichte er am 29. Mai 1953 zusammen mit dem Neuseeländer Edmund Hillary. Nachdem die erste Gipfelseilschaft nur bis zum Südgipfel (8760 m) vorgedrungen war, gelang den beiden Bergsteigern der Gang auf das „Dach der Welt“ und damit die Eroberung des sogenannten „Dritten Pols“. Zuvor war er bereits mehrmals am Gipfel gescheitert, zuletzt 1952 im Rahmen zweier Schweizer Expeditionen, in denen er als gleichberechtigtes Expeditionsmitglied zusammen mit Raymond Lambert bis kurz unter den Südgipfel gekommen war. In der nepalesischen Öffentlichkeit brach ein Streit aus, wer von der Zweierseilschaft denn nun zuerst oben war; die Nepalesen forcierten das Primat des von ihnen als Landsmann vereinnahmten Tenzing Norgay, den man zu einer Unterschrift unter eine entsprechende Erklärung hatte bewegen können. Tenzing und Hillary aber sagten immer aus, sie seien gemeinsam auf den Gipfel gegangen, und blieben lebenslang befreundet. Tenzing wurde von Königin Elisabeth II. die George Medal für die Besteigung verliehen. Das Ereignis wurde mit Die Bezwingung des Everest dokumentiert.
Tenzing wurde nach dem Gipfelerfolg 1953 vom indischen Premierminister Jawaharlal Nehru mit der Gründung des indischen Himalayan Mountaineering Institute (HMI) beauftragt und wurde dessen Ausbildungsleiter. Damit trug er viel zur Entwicklung des Bergsteigens in Indien und zugleich zum Selbstwertgefühl und der Bekanntheit der Sherpa bei. 
Tenzing machte eine Ausbildung an der ersten Bergsteigerschule der Schweiz, dem von Arnold Glatthard gegründeten Bergsteigerinstitut Rosenlaui (heute Bergsteigerschule Rosenlaui) in Meiringen. Dort wurden ab 1954 indische und nepalesische Sherpas zu Bergführern ausgebildet.
Sein Erfolg machte Tenzing nicht reich, und nach seiner Pensionierung als Direktor des HMI 1972 arbeitete er als Reiseleiter weltweit für US-amerikanische Agenturen, um den Lebensstandard seiner Familie zu sichern.
Der Trauerzug bei seiner Beerdigung 1986 war über einen Kilometer lang und somit ein Zeichen des großen Respektes, den er zu Lebzeiten erlangt hatte.

## Familie
Einer seiner Söhne, Jamling Tenzing Norgay, erreichte 1996 ebenfalls den Gipfel des Mount Everest, ebenso 1997 einer seiner Enkel, Tashi Tenzing.
Ein weiterer Enkel ist der US-amerikanische Schauspieler Tenzing Norgay Trainor.

## Ehrungen
- Am Himalayan Mountaineering Institute im Zoo von Darjiling wurde von seinem Begleiter der Everest-Besteigung, Edmund Hillary, eine Statue zu seinen Ehren enthüllt.
- 2008 wurde der Flughafen Lukla in Tenzing-Hillary Airport umbenannt.
- Eine Gebirgsstruktur am Pluto, bis zu 3500 m hohe vereiste Berge, entdeckt durch den Vorbeiflug von New Horizons am 14. Juli 2015 wurde von der NASA informell Montes Tenzing genannt.[5]
- Am Mountainfilm-Festival Graz im November 2019 war der Enkel Tashi Wangchuk Norgay zu Gast.[6]